# Kazimierz Czapla (oficer)
Kazimierz Czapla ps. „Gurt” (ur. 15 stycznia 1897 w Wilkowie, zm. 28 sierpnia 1964 w Gdańsku) – oficer Armii Krajowej, w powstaniu warszawskim dowódca Zgrupowania IV „Gurt”.

## Życiorys
Syn Andrzeja i Janiny z domu Wydra. Ekonomista. Absolwent Szkoły Podchorążych Piechoty w Zambrowie.
W 1932 mianowany podporucznikiem rezerwy piechoty ze starszeństwem z dniem 1 września 1932 i przydziałem do 22 pułku piechoty, przypisany do Powiatowej Komendy Uzupełnień w Puławach.
W trakcie wojny obronnej 1939 walczył m.in. w grupie gen. Kleeberga. Uniknął niewoli i przedostał się do Warszawy. Od listopada 1939 działał w konspiracyjnej organizacji Tajna Armia Polska. Następnie po scaleniu porucznik Armii Krajowej. Dowódca IV Zgrupowania w 3 Rejonie Obwodu Śródmieście AK. W trakcie powstania warszawskiego dowodził zgrupowaniem „Gurt”. 15 września odznaczony Krzyżem Walecznych, zaś 18 września (ze starszeństwem od 17 września) awansowany do stopnia kapitana. Od 20 września 1944 dowódca III batalionu „Gurt” w 15 pułku piechoty „Wilków” AK.
Po kapitulacji przebywał w obozach jenieckich w Lamsdorf i Murnau. Po wojnie podany do awansu do stopnia majora i odznaczenia Krzyżem Virtuti Militari. Wniosek odznaczeniowy podpisał 21 listopada 1963 płk. Franciszek Pfeiffer „Radwan”. Zweryfikowany jako odznaczony na mocy rozkazu Dowódcy AK nr 512 z 2 października 1944 (nr krzyża 12665).
Pochowany na cmentarzu Wojskowym na Powązkach w Warszawie (kwatera D2-4-8).